# Lavit
Lavit település Franciaországban, Tarn-et-Garonne megyében. Lakosainak száma 1606 fő (2022. január 1.). Lavit Asques, Balignac, Castéra-Bouzet, Esparsac, Gensac, Maumusson, Montgaillard, Puygaillard-de-Lomagne és Saint-Arroumex községekkel határos.

## Népesség
A település népességének változása:
| Lakosok száma | 1534 | 1555 | 1592 | 1589 | 1607 | 1619 | 1625 | 1633 | 1606 |
|               | 2013 | 2015 | 2016 | 2017 | 2018 | 2019 | 2020 | 2021 | 2022 |